# Osteina
Osteina Donk (żagiewnik) – rodzaj grzybów z rodziny Dacryobolaceae. Według Index Fungorum jest to synonim rodzaju Postia.

## Systematyka i nazewnictwo
Pozycja w klasyfikacji według Index FungorumOsteina, Dacryobolaceae, Polyporales, Incertae sedis, Agaricomycetes, Agaricomycotina, Basidiomycota, Fungi.